# Ibiaí
Ibiaí là một đô thị thuộc bang Minas Gerais, Brasil. Đô thị này có diện tích 870,453 km², dân số năm 2007 là 7571 người, mật độ 8,5 người/km².